# カールハインツ・ゼンガス
カールハインツ・ゼンガス（独: Karlheinz Senghas、1928年4月7日 - 2004年2月4日）は、ドイツの植物学者である。ハイデルベルク植物園の科学部長を務めた。ラン科の研究で知られる。

## 略歴
シュトゥットガルトに生まれた。1939年に軍人であった父親が駐留するマンハイムに移った。17歳であった1945年に国防軍に召集されるが、同じ頃、自宅は空襲で破壊され、妹が死亡し母親は重傷を負った。連合軍の捕虜となり、1945年秋に釈放された。1949年からハイデルベルク大学に入学し、ヴェルナー・ラウィ（Werner Rauhのもとで研究し、博士号を得た。1960年にハイデルベルク植物研究所に雇われ、後に学芸員、科学部長を務めた。
1970年の著書、"Die Orchideen"は、題名は網羅的にラン科の植物を記述したルドルフ・シュレクターの著書の3訂版であるが、実際は新しく編集されたものである。分冊で4000ページあまりの著作は、フリードリヒ・グスタフ・ブリーガーとマーティシュ（Richard Maatsch）とともに執筆し、ラン科植物のスタンダードワークとなった。
ラン科の属名、Senghasia Szlach（Kefersteinia属のシノニム）やラン科の種、Coryanthes senghasianaに献名された。

## 著作
- Schlechter, Rudolf: Die Orchideen. Handbuch für Orchideenliebhaber, Züchter und Botaniker; Beschreibung, Kultur und Züchtung. 3. Auflage, Verlag Paul Parey.
- Orchideen. Pflanzen der Extreme, Gegensätze und Superlative. 1993, Verlag Paul Parey.